# Укермарк (концентраційний табір)
Концтабір Укермарк (нім. Konzentrationslager Uckermark, KZ Uckermark) — концентраційний табір у Німеччині під час Другої світової війни в 1942–1945 роках.
Цей табір відкрито 20 квітня 1942 р. До 1945 р. це був маленький нацистський концентраційний табір для дівчат віком від 16 до 21 років, яких німці вважали проблематичними й схильними до скоєння злочинів проти Третього Рейху. Дівчат, яким виповнювалося 21 рік, передавали в табір «Равенсбрюк» у Фюрстенберзі на річці Гафель. Табірна адміністрація була в структурі адміністрації табору «Равенсбрюк». Першим директором табору була Лоте Тоберенц, другим — Йоган Брах. Обоє були пізніше притягнуті до судової відповідальності.
У січні 1945 р. його перетворено на «надзвичайний» табір смерті. Тоді ж у січні 1945 р. табір закрито, а його інфраструктура була пізніше використана для табору смерті проти «жінок, які були хворі непродуктивністю і які мали вік більш ніж 52 роки». Було забито понад 5000 жінок, а серед ув'язнених цього концтабору вижило тільки 500 осіб.
У березні 1945 року зазначений концтабір закрито, а радянські війська зайняли його в ніч з 29 на 30 квітня того ж року.